# Ca n'Alou
Ca n'Alou del veïnat de Penedes (municipi de Llagostera) és una construcció tradicional amb murs portants de pedra morterada i planta rectangulars, estructurat en tres crugies. Consta de planta baixa, planta principal i golfes. Composició simètrica de la façana principal, cal destacar la porta dovellada de granit, les finestres de la planta principal de pedra amb rapissa emmotllurada, esplandits i detalls ornamentals a la llinda de reminiscències gòtiques. A les golfes s'obre una finestra geminada amb arcs semicirculars. És remarcable també el rellotge de sol del segle xix. L'obra està inclosa en l'Inventari del Patrimoni Arquitectònic de Catalunya.

## Història
El mas primitiu es conserva gairebé íntegre. Exteriorment fou pintat el 1884. L'any 1954 fou ampliat amb construccions annexes. Als voltants del mas va ésser trobat un rierenc tallat, datat del Paleolític.